# Нерот
Нерот (нім. Neroth) — громада в Німеччині, розташована в землі Рейнланд-Пфальц. Входить до складу району Вульканайфель. Складова частина об'єднання громад Герольштайн.
Площа — 7,24 км2. Населення становить 851 ос. (станом на 31 грудня 2020).

## Галерея

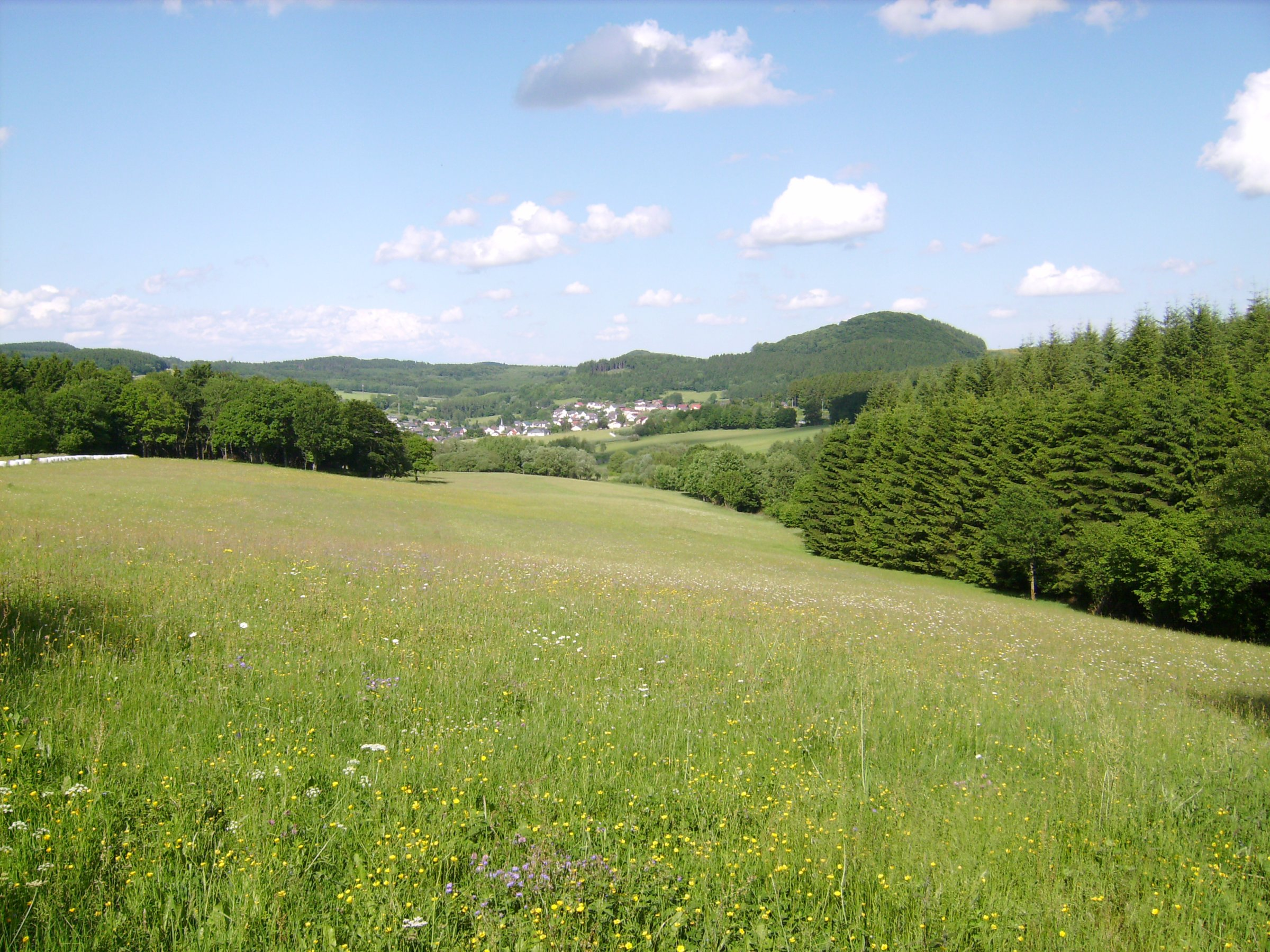